# حادثة إطلاق النار بمطار لوس أنجلوس الدولي 2002
في 4 يوليو 2002، فتح مسلح واحد النار على مكتب شركة طيران إل عال، وهي شركة الطيران الوطنية الإسرائيلية، في مطار لوس أنجلوس الدولي بمدينة لوس أنجلوس، كاليفورنيا. قتل شخصان وأصيب أربعة آخرين قبل أن يقتل المسلح برصاص أحد حراس الأمن الذي أصيب بجروح هو الآخر.

## المنفذ
تم التعرف على المهاجم على أنه هشام محمد هدايت وهو مواطن مصري في الأربعين من عمره. وهاجر إلى الولايات المتحدة في عام 1992، قادماً بتأشرة سياحية، لكنه طلب اللجوء السياسي. في مصر تم اعتقاله لانتماءه إلى الجماعة الإسلامية. وكان قد أنكر هذا الاتهام لسلطات الهجرة الأمريكية. وقال أنه كان عضواً في جمعية مسجد أسد بن الفرات، التي سعت إلى «فهم وتطبيق الشريعة الإسلامية فعلاً في القرن العشرين تحت أي ظرف من الظروف». وعلى الرغم من هذه الالتزامات الإسلامية، فقد تم تمكينه من العيش في الولايات المتحدة، بينما طلب لجوءه كان قيد الانتظار. تم رفض طلب اللجوء الذي تقدم به في عام 1995 ولكن مكتب البريد أعاد الرسالة التي كانت ستبلغه بحجة أنها غير قابلة للتسليم وعلى ما يبدو لم يتم اتخاذ أي إجراء لتحديد مكانه وترحيله.
كان هدايت يحمل بطاقة خضراء مكنته من العمل كسائق ليموزين. كان متزوجاً، وله طفل واحد على الأقل. كان يعيش في إرفاين، كاليفورنيا حتى وقت إطلاق النار.

## آثار الحادثة
بالنظر إلى أن الهجوم وقع سنة واحدة تقريباً بعد أحداث 11 سبتمبر، خلص مكتب التحقيقات الفيدرالي إلى أن الهجوم كان عملاً إرهابياً، على الرغم من ان المسلح تصرف بمفرده. في سبتمبر 2002، توصل المحققين الفيدراليين إلى أن هدايت كان يأمل في التأثير على سياسة الحكومة الأمريكية لمصلحة الفلسطينيين، وأن الحادث كان بالفعل عمل إرهابي.

## روابط خارجية
- Erik Lander (7 يوليو 2002). "Victoria Hen". فايند أغريف. اطلع عليه بتاريخ 2016-03-22.